# Guyana op de Olympische Zomerspelen 1992
Guyana nam deel aan de Olympische Zomerspelen 1992 in Barcelona, Spanje. Net zoals hun vorige deelname werd er deze keer geen medaille gewonnen.

## Deelnemers en resultaten

### Atletiek
| Olympiër        | Discipline       | Resultaat | Prestatie                            |
| --------------- | ---------------- | --------- | ------------------------------------ |
| Desmond Hector  | 800m (m)         | 41e       | serie 7: 6de in 1.51,43              |
| Mark Mason      | verspringen (m)  | 15e       | kwalificatie groep B: 9de met 7,83m  |
|                 |                  |           |                                      |
| Najuma Fletcher | hoogspringen (v) | 38e       | kwalificatie groep A: 19de met 1,79m |

### Boksen
| Olympiër     | Discipline  | Resultaat | Prestatie                                                          |
| ------------ | ----------- | --------- | ------------------------------------------------------------------ |
| Dillon Carew | -63,5kg (m) | 9e        | 1ste ronde: W van DOM Romero: 19-4 2de ronde: V van CAN Leduc: 0-5 |
| Andrew Lewis | -67kg (m)   | 17e       | 1ste ronde: V van GER Otto: 7-8                                    |

### Wielersport
| Olympiër        | Discipline       | Resultaat | Prestatie                          |
| Baan            | Baan             | Baan      | Baan                               |
| --------------- | ---------------- | --------- | ---------------------------------- |
| Aubrey Richmond | puntenkoers (m)  | DNF       | 1ste ronde serie 1: niet gefinisht |
| Weg             |                  |           |                                    |
| Aubrey Richmond | wegwedstrijd (m) | DNF       | niet gefinisht                     |

Albanië · Algerije · Amerikaanse Maagdeneilanden · Amerikaans-Samoa · Andorra · Angola · Antigua en Barbuda · Argentinië · Aruba · Australië · Bahama's · Bahrein · Bangladesh · Barbados · België · Belize · Benin · Bermuda · Bhutan · Bolivia · Bosnië en Herzegovina · Botswana · Brazilië · Britse Maagdeneilanden · Bulgarije · Burkina Faso · Canada · Centraal-Afrikaanse Republiek · Chili · China · Chinees Taipei · Colombia · Congo-Brazzaville · Cookeilanden · Costa Rica · Cuba · Cyprus · Denemarken · Djibouti · Dominicaanse Republiek · Duitsland · Ecuador · Egypte · El Salvador · Equatoriaal-Guinea · Estland · Ethiopië · Fiji · Filipijnen · Finland · Frankrijk · Gabon · Gambia · Gezamenlijk team · Ghana · Grenada · Griekenland · Groot-Brittannië · Guam · Guatemala · Guinee · Guyana · Haïti · Honduras · Hongarije · Hongkong · Ierland · IJsland · India · Indonesië · Irak · Iran · Israël · Italië · Ivoorkust · Jamaica · Japan · Jemen · Jordanië · Kaaimaneilanden · Kameroen · Kenia · Koeweit · Kroatië · Laos · Lesotho · Letland · Libanon · Libië · Liechtenstein · Litouwen · Luxemburg · Madagaskar · Malawi · Malediven · Maleisië · Mali · Malta · Marokko · Mauritanië · Mauritius · Mexico · Monaco · Mongolië · Mozambique · Myanmar · Namibië · Nederland · Nederlandse Antillen · Nepal · Nicaragua · Nieuw-Zeeland · Niger · Nigeria · Noord-Korea · Noorwegen · Oeganda · Oman · Oostenrijk · Pakistan · Panama · Papoea-Nieuw-Guinea · Paraguay · Peru · Polen · Portugal · Puerto Rico · Qatar · Roemenië · Rwanda · Saint Vincent‑Grenadines · Salomonseilanden · Samoa · San Marino · Saoedi-Arabië · Senegal · Seychellen · Sierra Leone · Singapore · Slovenië · Soedan · Spanje · Sri Lanka · Suriname · Swaziland · Syrië · Tanzania · Thailand · Togo · Tonga · Trinidad en Tobago · Tsjaad · Tsjecho-Slowakije · Tunesië · Turkije · Uruguay · Vanuatu · Venezuela · Verenigde Arabische Emiraten · Verenigde Staten · Vietnam · Zaïre · Zambia · Zimbabwe · Zuid-Afrika · Zuid-Korea · Zweden · Zwitserland · Onafhankelijke olympische deelnemers